# IFK Bofors
IFK Bofors var en idrottsklubb i Karlskoga, Örebro län. Klubben har också varit verksam inom friidrott. 1963 gick klubben samman med Karlskoga IF, och bildade IF Karlskoga/Bofors, (ofta kallade KB 63 eller KB Karlskoga) som sedan 1978 heter BIK Karlskoga i ishockey och KB Karlskoga i fotboll.

## Fotboll
I fotboll spelade IFK Bofors i Sveriges näst högsta division säsongerna 1956/1957  och 1957/1958 .

## Ishockey
Ishockey spelades på orten sedan 1937 och 1943 tog föreningen upp ishockey på sitt program istället för bandy. Man spelade i Sveriges högsta division under 1950- och 60-talen. Nedan finns en tabell över resultaten de olika säsongerna.
Säsonger
| Säsong    | Division                       | Placering | SM/Playoff/Kval                                      |
| --------- | ------------------------------ | --------- | ---------------------------------------------------- |
| 1945/1946 | Division II Västra             | 3         |                                                      |
| 1946/1947 | Division II Västra             | 1         | Kval: Utslagna av Gävle GIK                          |
| 1947/1948 | Division II Västra             | 4         | nerflyttade                                          |
| 1948/1949 | Division III Västsvenska norra | 1         | uppflyttade                                          |
| 1949/1950 | Division II Västra B           | 2         | SM: Utslagna i första omgången av Djurgårdens IF     |
| 1950/1951 | Division II Västra B           | 2         | SM: Utslagna i första omgången av Wifsta/Östrands IF |
| 1951/1952 | Division II Västra B           | 1         | Kval: Besegrar Västerås IK, uppflyttade              |
| 1952/1953 | Division I Södra               | 3         |                                                      |
| 1953/1954 | Division I Södra               | 3         |                                                      |
| 1954/1955 | Division I Södra               | 4         |                                                      |
| 1955/1956 | Division I Södra               | 4         |                                                      |
| 1956/1957 | Division I Södra               | 4         |                                                      |
| 1957/1958 | Division I Södra               | 4         |                                                      |
| 1958/1959 | Division I Södra               | 6         |                                                      |
| 1959/1960 | Division I Södra               | 3         |                                                      |
| 1960/1961 | Division I Södra               | 4         |                                                      |
| 1961/1962 | Division I Södra               | 5         | 2:a i kvalificeringsserien                           |
| 1962/1963 | Division I Södra               | 6         | 3:a i kvalificeringsserien                           |